# Leptogenys arcuata
Leptogenys arcuata es una especie de hormiga del género Leptogenys, subfamilia Ponerinae.

## Taxonomía
Esta especie fue descrita científicamente por Roger en 1861.